# La que no perdonó
La que no perdonó  es una película de Argentina en blanco y negro dirigida por José Agustín Ferreyra según su propio guion escrito en colaboración con y Pablo Suero sobre un argumento de Gustavo Martínez Zuviría (Hugo Wast) que se estrenó el 14 de septiembre de 1938 y que tuvo como protagonistas a Elsa O'Connor y José Olarra.

## Sinopsis
Una madre aleja a su esposo de su hija; el primero cae en la miseria y esta es obligada a casarse con un hombre al que no ama.

## Reparto
- Elsa O'Connor...	Mercedes Virreyes de Hernandarias
- José Olarra...	Don Félix
- Elisardo Santalla...	Dr. Monzón
- Elena Lucena...	Cecilia
- Salvador Arcella ...	Creus
- Roberto Blanco...	Antolín
- Ángel Boyano
- Juan Carrara...	Cascallares
- Héctor Coire...	Pablito Medina
- Mario Danesi...	Daniel Hernandarias
- Samuel Giménez...	Juan Chajá
- Evelina Dusi...      Judith Hernandarias
- Amelia Lamarque...	Pepa Osuna
- Aurelia Musto...	Doña Enriqueta
- Juan Siches de Alarcón
- Eloy Álvarez ...Ño Cricho
- Max Citelli

## Comentarios
Julián Centeya escribió con su particular estilo sobre el filme:

"El dramón que nos presenta tiene recursos de lacrimogia,. Ferreyra con mucho tacto anduvo en los entreveros y logró dar pinceladas ...pero que querés...el mal está en el libro, cuyo espíritu es de muy siglo pasado y choca con la vida nuestra, que hoy, en la época de diagonales y obeliscos, se desayuna parao pa no perder el colectivo".

El crítico Jorge Miguel Couselo afirma que la elección por Ferrreyra de la novela de Hugo Wast para hacer su película

"es un contrasentido sin fácil explicación, como no sea la de la desorientación, el compromiso o la supeditación a voluntades ajenas ....Nada más lejos del sencillismo de Ferreyra que las imposturas literarias de Martínez Zuviría...La contradicción era la muy correcta elaboración técnica del film, el afán de verosimilitud, la carnadura que asumían los personajes, en muchos casos la llaneza a que se reducía la grandilocuencia del original y el partido que Ferreyra sacó de una gran actrizcomo Elsa O'Connor, a quien el cine ni aproximadamente rindiera el tributo que su talento merecía. Paradójicamente ....es la película de Ferreyra mejor filmada; sin embargo, es de las que menos interesan, un frío ejercicio artesanal sin entusiasmo, totalmente desvinculado de su temática y su pequeño mundo. Por eso no atrae ni retrospectivamente"